# 伊勢原市立比々多小学校
伊勢原市立比々多小学校（いせはらしりつひびたしょうがっこう）は、神奈川県伊勢原市神戸（ごうど）にある公立小学校。

## 沿革
※出典
- 1873年（明治6年）4月1日 - 坪の内村、福昌院に坪の内学校として開校
- 1877年（明治10年） - 神戸学校に移転
- 1889年（明治22年） - 町村制度実施のため白根村は比々多村に編入
- 1892年（明治25年） - 尋常小学校に指定
  - 7月17日 - 比々多村神戸521-1番地に新校舎新築され大住都比々多村尋常高等比々多小学校と称す
- 1894年（明治27年） - 高等科設置により比々多村立尋常小学校と改称
- 1913年（大正2年） - 比々多小学校校歌制定
- 1914年（大正3年） - 授業訓練の成績優秀に付き、県知事から奨励旗授与
- 1923年（大正12年）4月1日 - 神奈川県中都比々多小学校と改称
- 1933年（昭和8年）7月20日 - 比々多読本発行
- 1941年（昭和16年）4月1日 - 神奈川県中都比々多村立比々多国民学校と改称
- 1947年（昭和22年）4月 - 神奈川県中都比々多村立比々多小学校と改称
- 1948年（昭和23年）2月6日 - 比々多小学校PTA発足
- 1954年（昭和29年）12月1日 - 町村合併により伊勢原町立比々多小学校と改称
- 1957年（昭和32年）12月1日 - 学校給食開始
- 1967年（昭和42年）9月1日 - 校歌改正
- 1968年（昭和43年）4月1日 - 学区変更により、木津根橋は桜台小学校区(現在は竹園小)、神戸・毘沙門は比々多小学校区
- 1971年（昭和46年）
  - 3月1日 - 市制施行により伊勢原市立比々多小学校と改称
  - 12月20日 - 鉄筋3階建て校舎落成
- 1973年（昭和48年）10月26日 - 比々多小学校開校百年記念式典挙行
- 1974年（昭和49年）7月30日 - プール竣工
- 1976年（昭和51年）10月30日 - 交通安全指導優良校として県知事表彰
- 1977年（昭和52年）1月20日 - 交通安全指導優良校として全国表彰
- 1981年（昭和56年）3月17日 - 東棟・西等校舎・体育館落成
- 1983年（昭和58年）3月 - 創立110周年の記念誌及びビデオ作成(サンゴジュなどを植樹)
- 1986年（昭和61年）2月6日 - 市教育委員会研究委託「豊かな表現活動を育てる図工科指導」研究発表
- 1988年（昭和63年）4月1日 - 特殊学級「すず組」新設
- 1989年（平成元年）
  - 6月27日 - プール塗装工事完了
  - 11月22日 - 市教育委員会研究委託「豊かな表現活動を育てる図工科指導」研究発表
- 1993年（平成5年）11月12日 - 創立120周年記念事業として、地域ぐるみの交通安全教室開催　県警音楽隊・カラーガード隊を招き演奏
- 1994年（平成6年）
  - 3月 - 創立120周年の記念誌を作成
  - 5月 - 山王中学校使用水田が本校の校庭となり設備工事完成
- 1995年（平成7年）8月 - 震災に備え校舎ガラス飛散防止工事を実施
- 1996年（平成8年）4月 - 情緒障がい児学級新設（すず2組）
- 1999年（平成11年）
  - 6月22日 - 市教育委員会研究委託 市教育委員会研究委託(平成8年〜10年)「自ら自分を高める子」研究報告会開催
  - 8月 - 本校舎に耐震補強工事を実施
- 2001年（平成13年） - 県教育委員会研究委託「地域との協働による学校づくり」
  - 4月 - 市教育委員会教育研究指定委託校（平成13年〜平成15年）
  - 11月 - 屋内運動場屋根改修工事完了
- 2003年（平成15年）3月 - 校門ふたもとの大いちょう移植
- 2004年（平成16年）3月 - 南棟校舎落成
- 2005年（平成17年）3月 - 給食室落成
- 2006年（平成18年）4月 - 市教育委員会教育研究指定委託校（平成18年〜平成20年）
- 2008年（平成20年）
  - 8月 - 保健室、職員室拡張工事完成、新校長室完成
  - 11月 - 市教育委員会委託研究報告会（算数科）
- 2009年（平成21年）11月 - 体育館耐震工事
- 2010年（平成22年）3月 - 地上デジタル対応TV設置（全教室）
- 2013年（平成25年）8月 - 本校舎外装塗装・床張り替え工事　扇風機設置
- 2014年（平成26年）
  - 3月 - 創立140年記念式典
  - 11月21日 - 市教育委員会委託研究報告会（数学科）
- 2015年（平成27年）4月 - 国際教室設置

## 通学区域
- 三ノ宮（字宝地、同石原田、同上木津根、同中木津根並びに同下木津根及び同上原田の一部を除く）
- 白根
- 神戸
- 串橋
- 善波
- 鈴川
- 坪ノ内
- 笠窪
- 板戸（字毘沙門池）
- 大住台一丁目～三丁目[3]

## 交通
- 小田急小田原線伊勢原駅下車
- 神奈川中央交通「伊勢原駅北口」バス停一番のりば「伊59鶴巻温泉駅行き」に乗車、「神戸」バス停下車後徒歩5分[4]

## 主な進学先
- 伊勢原市立山王中学校[3]